# Giovanni Charlier
Giovanni Charlier, vero nome di Zanino di Pietro, noto anche come Giovanni di Francia (1380 ante – Venezia, 1443 ante), è stato un pittore italiano, cittadino veneziano, di origine francese.
Per lungo tempo i soprannomi sono stati ritenuti identificativi di due artisti distinti, finché nel 1985 uno studio di Serena Padovani ha accertato come si trattasse della stessa persona, un'ipotesi peraltro già ventilata da Federico Zeri e ormai universalmente accettata.

## Biografia
Le notizie frammentarie e scarse nonché il modo diverso di siglare le due uniche opere firmate note hanno portato a ritenere l'esistenza di due diversi soggetti fin quasi a tutto il Novecento nonostante alcune convergenze stilistiche (nella cripta della Cattedrale di Trani esisteva una terza opera firmata e datata 1º giugno 1432 da Giovanni di Francia, individuata nell'Ottocento da Heinrich Wilhelm Schulz, ma purtroppo perduta).
Tuttavia se il largo cartiglio della Madonna di Palazzo Venezia, tradotto dal latino medioevale, recita «il 20 settembre 1429 quest'opera fu finita a ricordo di Antonio di Melcio, la cui anima riposi in pace, Giovanni di Francia dipinse», nella firma del Trittico di Rieti che si legge «quest'opera fu dipinta da Zanino [Giovannino] di Pietro residente a Venezia in contrada Sant'Apollinare [Sant'Aponal]» E Sant'Aponal è in effetti la parrocchia di residenza nota di Giovanni di Francia, luogo dove già abitava la moglie Franceschina nella casa del padre, il pittore e miniatore Marco Cortese, e luogo dove continuò ad abitare anche il fratello di questa Cristoforo Cortese, che seguiva le orma del padre. Infatti Franceschina lo nomina nel suo testamento del 1405 come Johannes q.m. Petri de Francia, come del resto appare in quello dello stesso artista del 1409: Johannes pictor filius q.m. Petri de Francia de contrà Sancti Apollinari. Per altro le biografie si articolano omogeneamente, come Zanino di Pietro risulta rimanere lungamente a Bologna, dal 1389 al 1403, anno in cui torna a Venezia dove poco dopo inizia ad essere nominato Giovanni di Francia. Fino al 1985 la divergenza aveva portato la critica ad assegnare a Zanino le opere precedenti il 1410, considerandolo un'artista originale con vaghe influenze nordiche, ed a Giovanni pur quelle successive, pur con notevoli dubbi e considerandolo prevalentemente uno stanco imitatore.

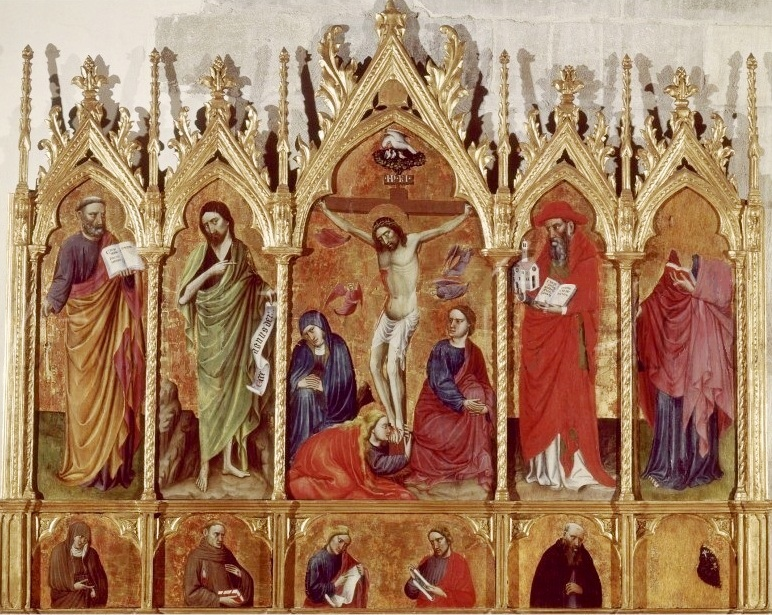
Polittico, 1400 circa, Musée du Petit Palais, Avignone

 Alla fine della sua permanenza felsinea viene generalmente collocato il polittico ora ad Avignone. Eseguito per una destinazione originaria attualmente sconosciuta e pur influenzato dall'ambiente di Jacopo di Paolo e Lippo di Dalmaso presenta una forte inclinazione espressionistica tipica della pittura nordica, influenza dovuta probabilmente ai contatti con il Maestro delle Iniziali di Bruxelles, allora attivo a Bologna, più che a reminiscenze delle sue origini francesi.
Influenze nordiche che si mantengono nel trittico reatino (proveniente dall'Eremo di Fonte Colombo), nella convulsa scena del Calvario e nella severità dei santi francescani che la fiancheggiano, ognuno reggente il peso della propria croce. Dipinto comunque debitore con la rilettura giottesca dell'Altichiero e dell'Avanzi (nella Cappella di San Giacomo a Padova) soprattutto nella disposizione movimentata delle figure e delle cavalcature del Calvario, ma già cosciente delle innovazioni che Gentile da Fabriano stava introducendo a Venezia.

Non deve stupire la collocazione originale: come altre botteghe veneziane era in uso, e lo rimase per secoli, spedire le opere lungo l'Adriatico, e spesso dai porti penetravano oltre l'Appennino. Come avvenne appunto, nel caso di Zanino, per questo Trittico di Rieti o per il San Pietro (unico comparto laterale, fortemente gentiliano, residuo di un polittico smembrato) giunto ora alla Museo Civico di Gubbio, ma senz'altro destinato originariamente ad un luogo di culto locale. Le rotte portavano ad un continuo scambio con l'area marchigiana ma si potevano estendere fino alla Puglia e sulla sponda dalmata. Si spostavano le opere e solo occasionalmente gli artisti, per incontrare i committenti o provvedere e sovraintendere al montaggio delle complesse "architetture" dei polittici. D'altra parte lungo la sponda meridionale dell'Adriatico è minima la presenza di dipinti murali di bottega effettivamente veneta, che avrebbero necessitato la presenza degli artisti. Per Zanino di Pietro va notato anche come i frati minori abbiano costituito una committenza continua a partire appunto da Rieti fino all'ultima sua opera nota nella basilica dei Frari.

Trittico, 1405/6 circa, Museo Civico di Rieti
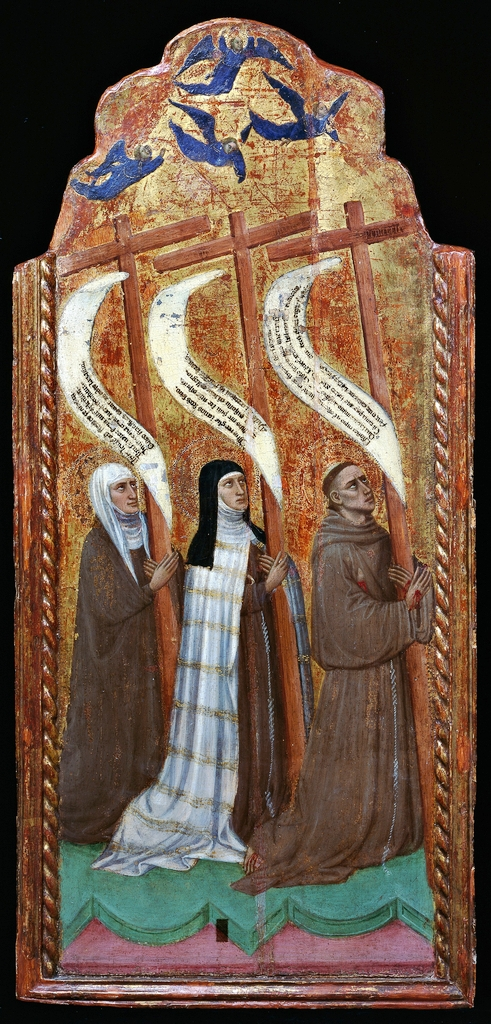
Sportello sinistro, Elisabetta d'Ungheria, Santa Chiara e San Francesco
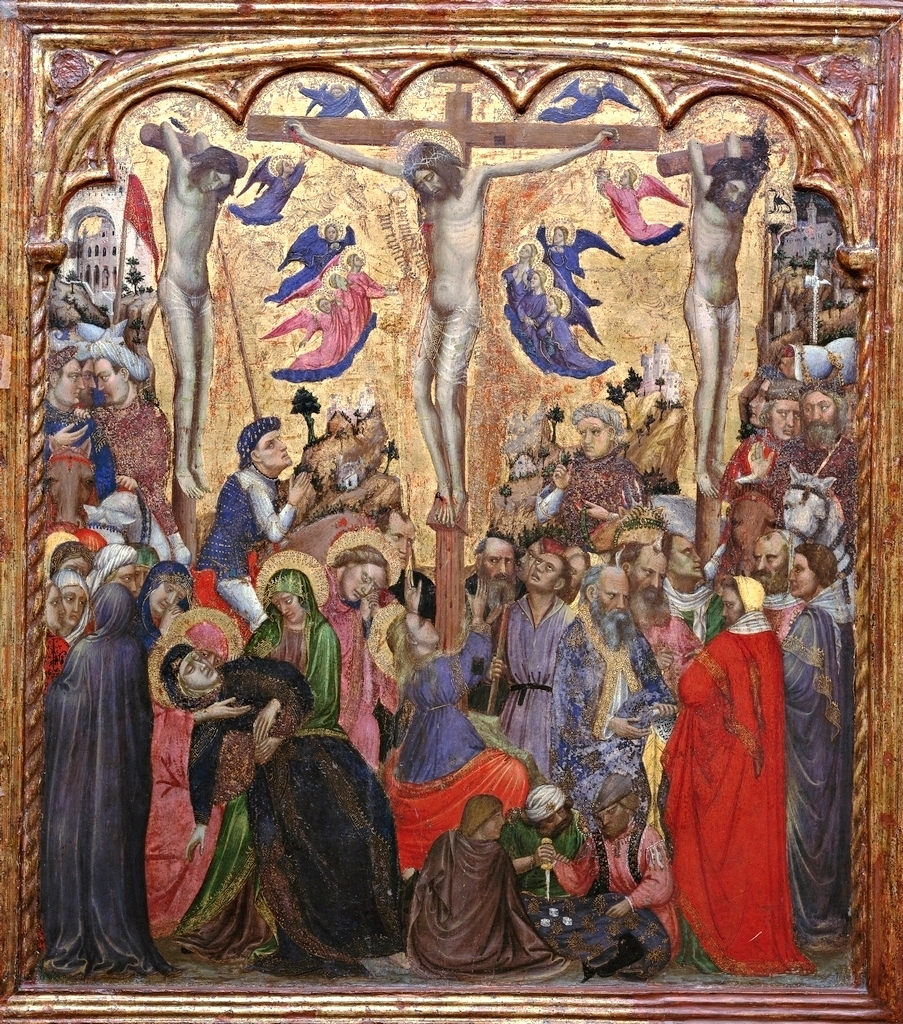
Comparto centrale: Crocifissione
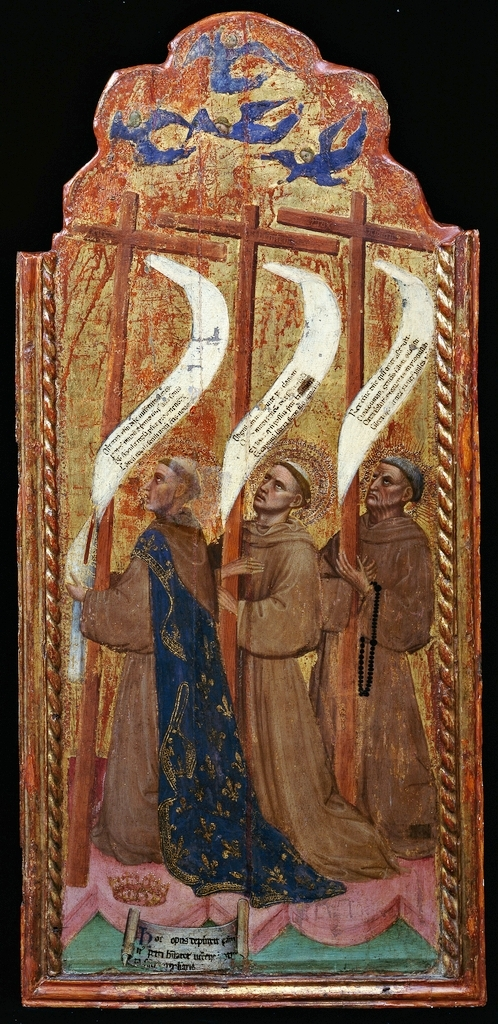
Sportello destro: Santi Ludovico di Tolosa, Antonio da Padova, Bonaventura
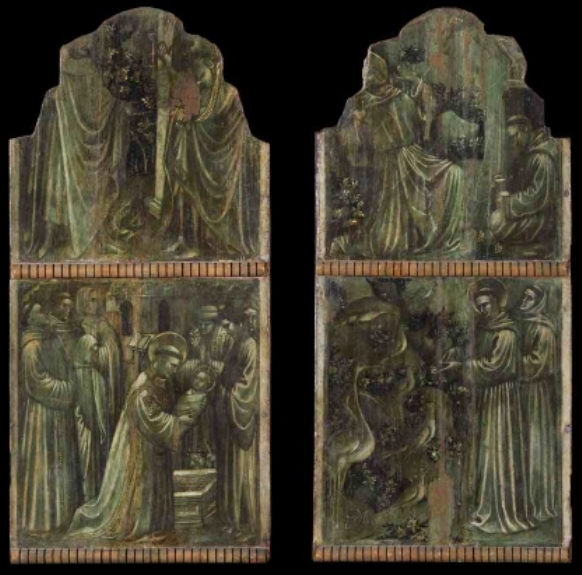
Verso degli sportelli. A sinistra: Francesco rinuncia ai beni terreni e  Presepio di Greccio. A destra: Francesco riceve le stigmate e Francesco predica agli uccelli.

Tra le opere considerate certe di Zanino va citato Il Polittico di Mombaroccio eseguito per il locale convento francescano ed unico esemplare ancora integro dei suoi polittici marchigiani. È da notare come qui il pittore abbia provveduto ad adattarsi ai temi iconografici del culto locale adattando nella classica figurazione francescana i tratti del recente beatificato Giansante Brancorsini. A questo di Mombaroccio vanno accostate le tavole dei tre santi di Cingoli, residui di un più ben esteso polittico a due ordini collocato nella frazione di Valcarecce.
Con queste l'autore inizia una serie di opere dove rivela un'adesione più che altro formale ai modelli cortesi introdotti a Venezia da Gentile da Fabriano: ricchi tessuti, madonne bionde, incarnati lisci ed un naturalismo maggiore nei paesaggi di sfondo.
Nella Madonna firmata di Palazzo Venezia del 1429, a fronte di giudizi poco positivi sull'opera, il maestro ormai anziano tenta di tornare alle sue fonti transalpine quasi come volesse marcare aristocraticamente le distanze dai colleghi lagunari.
Del 1431 rimane soltanto una testimonianza documentale dell'incarico da parte di Marino Contarini per le decorazioni a finti marmo e dorature sulla facciata della Ca' d'Oro a cui avrebbero dovuto seguire la decorazione di tre stanze con scene di caccia e «verzure» (1432) e quella del cortile interno (1434), opere oggi tutte perdute.

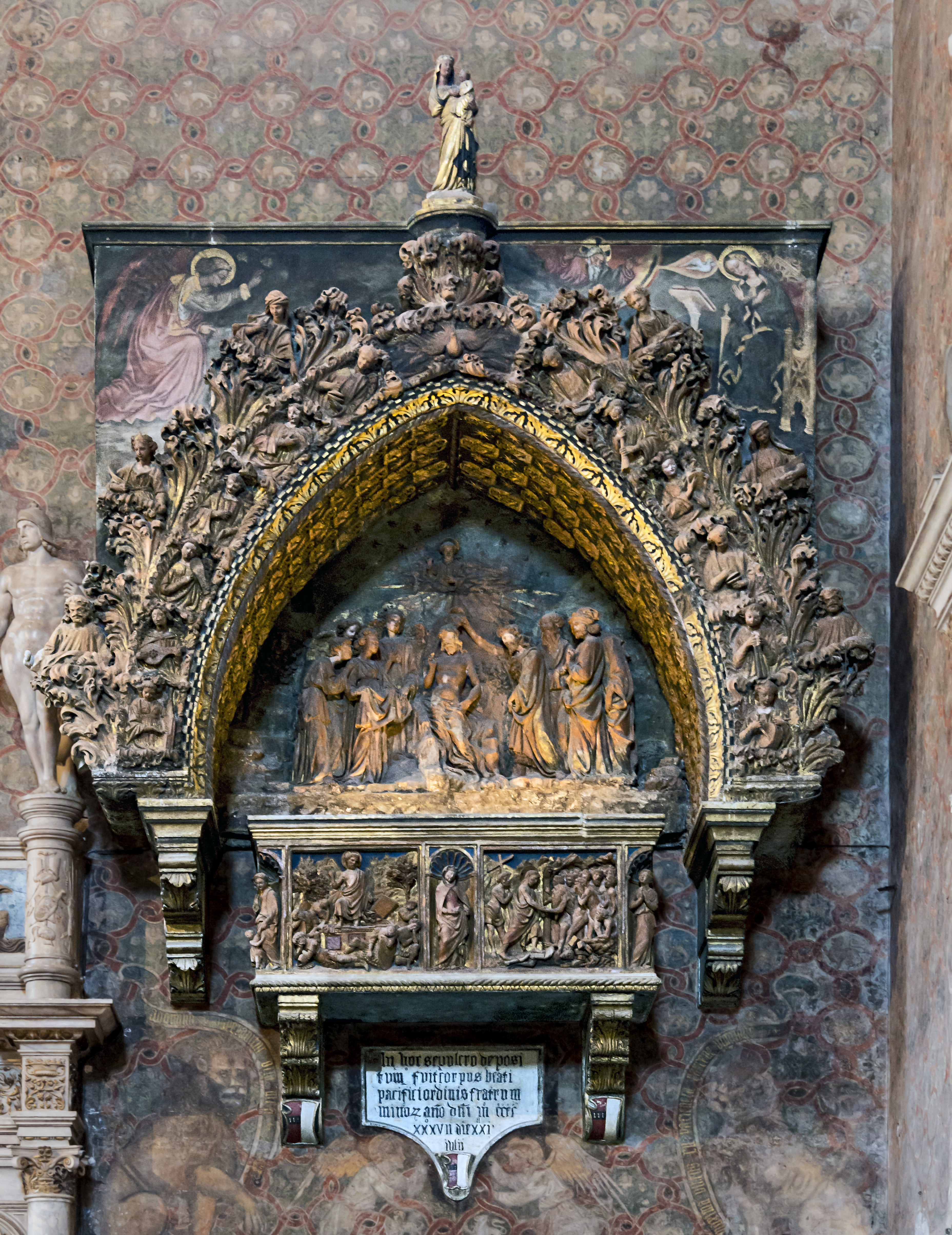
Nanni di Bartolo, Michele da Firenze, Zanino di Pietro, Tomba del Beato Pacifico, Santa Maria Gloriosa dei Frari, Venezia

Il quel periodo Zanino iniziava una serie di esportazioni verso la Puglia. Di queste oltre al citato e perduto dipinto di Trani del 1432 rimangono le quattro tavole di Barletta: la Trinità con la Vergine e il Cristo che trasporta la Vergine, nella Cattedrale; il Cristo alla colonna nella chiesa di Sant’Agostino; il Cristo passo in quella di San Pietro; la Madonna con il Bambino nel Museo Civico.
L'ultima opera nota di Zanino (1436-37) è il paramento a fresco con l’Annunciazione, angeli e leoni attorno alla tomba monumentale del beato Pacifico ai Frari, lavoro convincentemente attribuitogli da Giuseppe Fiocco nel 1927.
Da allora non si hanno più notizie di sue attività, nel 1443 Zanino risulta già deceduto.